# Гердйоль (притока Когеля)
Гердйо́ль або Герд'є́ль (рос. Гердъёль, Гердъель) — річка в Республіці Комі, Росія, права притока річки Когель, правої притоки річки Ілич, правої притоки річки Печора. Протікає територією Троїцько-Печорського району.
Річка бере початок із болота Когельнюр (Когелнюр), протікає на південний схід та схід.